# Венґожа (Західнопоморське воєводство)
Венґожа (пол. Węgorza, нім. Alt Fanger) — село в Польщі, у гміні Осіна Голеньовського повіту Західнопоморського воєводства.
Населення — 335 осіб (2011).
У 1975-1998 роках село належало до Щецинського воєводства.

## Демографія
Демографічна структура станом на 31 березня 2011 року:
|          | Загалом | Допрацездатний вік | Працездатний вік | Постпрацездатний вік |
| -------- | ------- | ------------------ | ---------------- | -------------------- |
| Чоловіки | 165     | 43                 | 104              | 18                   |
| Жінки    | 170     | 38                 | 99               | 33                   |
| Разом    | 335     | 81                 | 203              | 51                   |